# Jay Robert Thomson

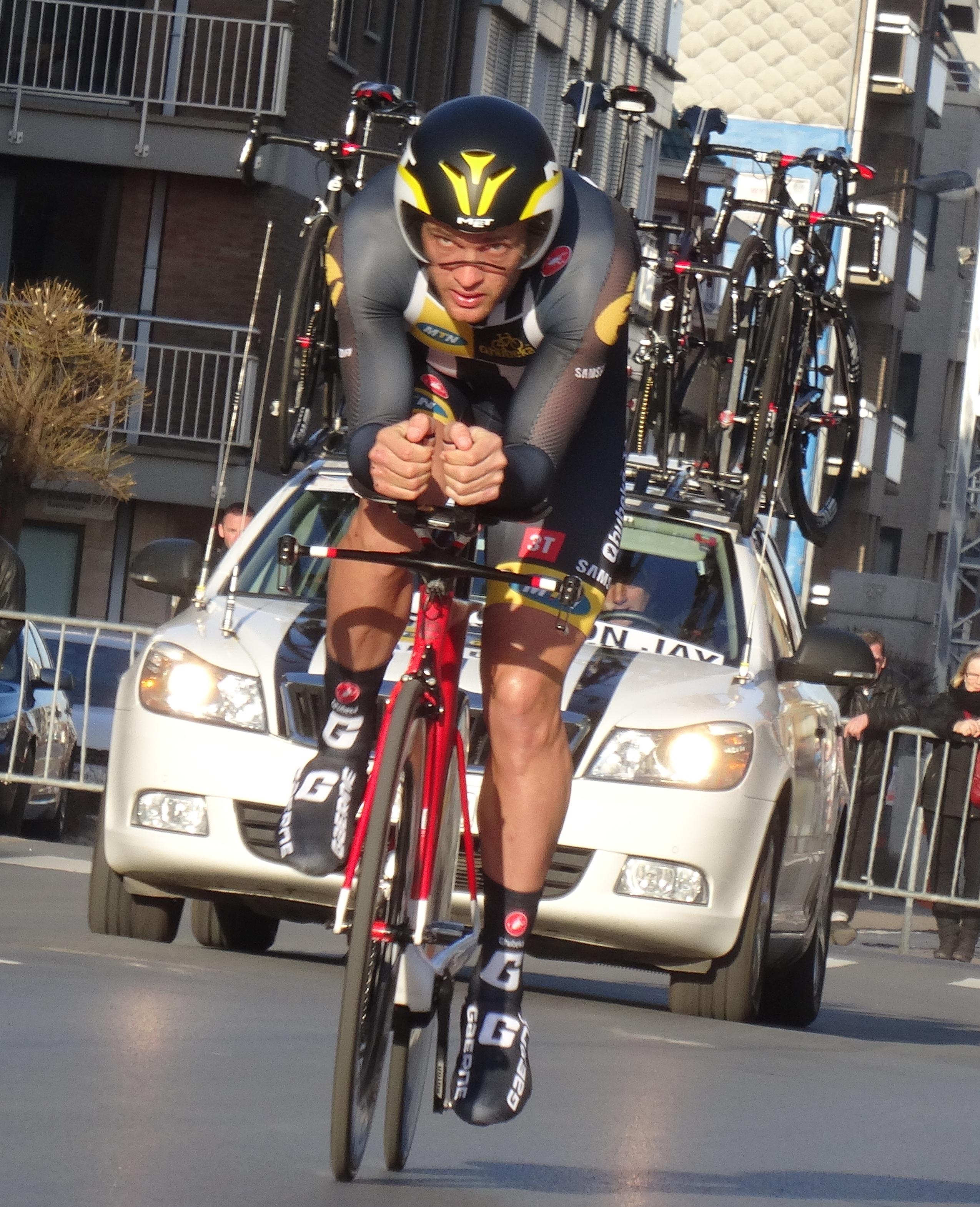
Thomson beim Prolog der Driedaagse van West-Vlaanderen

Jay Robert Thomson (* 12. April 1986 in Krugersdorp) ist ein ehemaliger südafrikanischer Radrennfahrer.

## Sportliche Laufbahn
2007 errang Jay Robert Thomson bei den Afrikameisterschaften Silber im Einzelzeitfahren und Bronze im Straßenrennen, im Jahr darauf wurde er Afrikameister im Einzelzeitfahren sowie südafrikanischer U23-Meister in derselben Disziplin, zudem entschied er die Ägypten-Rundfahrt für sich. 2008 gewann errang er bei den  Afrikameisterschaften drei Medaillen: Gold in Einzel- und im Mannschaftszeitfahren sowie Silber im Straßenrennen. 2010 hatte er mit Etappensiegen bei der Tour of Wellington und der Tour de Langkawi erste Erfolge außerhalb von Afrika.
Bei den Afrikaspielen 2011 gewann Thomson mit Nolan Hoffman, Reinardt Janse van Rensburg und Darren Lill das Mannschaftszeitfahren und belegte im Straßenrennen Rang zwei. 2012 gewann er eine Etappe der Volta a Portugal und errang erneut Silber im Straßenrennen und Bronze im Einzelzeitfahren bei den Afrikameisterschaften.
Nachdem er in der Saison 2012 mit UnitedHealthcare seinen ersten Vertrag bei einem Professional Continental Team hatte, schloss er sich 2013 MTN-Qhubeka an, für die er bereits in den Jahren 2008 und 2009 fuhr. Für diese Mannschaft (später als Dimension Data und NTT ein UCI WorldTeam) fuhr er die Vuelta a España 2014 und 2015, den Giro d’Italia 2016 sowie die Tour de France 2018 und konnte diese Grand Tours jeweils beenden. 2015 wurde er erneut Vize-Afrikameister im Mannschaftszeitfahren (mit Nicholas Dlamini, Reinardt Janse van Rensburg und Louis Meintjes).
Nachdem ihm seinen Team nach Ablauf der Saison 2020 keinen Anschlussvertrag gab, beendete Thomas seine Laufbahn als Radrennfahrer.

## Erfolge
2007
- Afrikameisterschaft – Einzelzeitfahren
- Afrikameisterschaft – Straßenrennen

2008
- Gesamtwertung und zwei Etappen Ägypten-Rundfahrt
- Südafrikanischer Meister – Einzelzeitfahren (U23)
- Afrikameister – Einzelzeitfahren

2009
- Afrikameister – Einzelzeitfahren, Mannschaftszeitfahren (mit Reinardt Janse van Rensburg, Ian McLeod und Christoff van Heerden)
- Afrikameisterschaft – Straßenrennen

2010
- eine Etappe Tour of Wellington
- eine Etappe Tour de Langkawi

2011
- Afrikaspiele – Straßenrennen
- Afrikaspiele – Teamzeitfahren (mit Nolan Hoffman, Reinardt Janse van Rensburg und Darren Lill)

2012
- eine Etappe Volta a Portugal
- Afrikameisterschaft – Straßenrennen
- Afrikameisterschaft – Einzelzeitfahren

2013
- Südafrikanischer Meister – Einzelzeitfahren
- eine Etappe Tour of Rwanda

2015
- Afrikameisterschaft – Straßenrennen, Mannschaftszeitfahren (mit Nicholas Dlamini, Reinardt Janse van Rensburg und Louis Meintjes)

## Grand-Tour-Platzierungen
| Grand Tour            | 2014 | 2015 | 2016 | 2017 | 2018 | 2019 | 2020 |
| --------------------- | ---- | ---- | ---- | ---- | ---- | ---- | ---- |
| Giro d’ItaliaGiro     | –    | –    | 149  | –    | –    | –    | –    |
| Tour de FranceTour    | –    | –    | –    | –    | 143  | –    | –    |
| Vuelta a EspañaVuelta | 155  | 123  | –    | –    | –    | –    | –    |